# Lalibela van Ethiopië
Gebra Lalibela was koning (negus) van Ethiopië van circa 1205 tot circa 1225.
Lalibela werd in de tweede helft van de 13e eeuw in Roha (nu Lalibela) geboren als jongste lid van de koninklijke familie van de Zagwe-dynastie, die toen over Noord-Ethiopië regeerde. Ondanks het feit dat hij oudere broers had, werd hij koning. Volgens de legende zag zijn moeder een zwerm bijen rond zijn wieg. Volgens oud-Ethiopisch geloof waren dieren toekomst voorspellend. Ze zei: "De bijen weten dat dit kind koning zal worden.”
Lalibela is vooral bekend om het Nieuwe Jeruzalem dat hij liet bouwen, elf in rotsen uitgehouwen kerken, De stad Lalibela is naar deze koning genoemd..
Koning Lalibela werd door de Ethiopische Kerk heilig verklaard.